# نورد للطيران

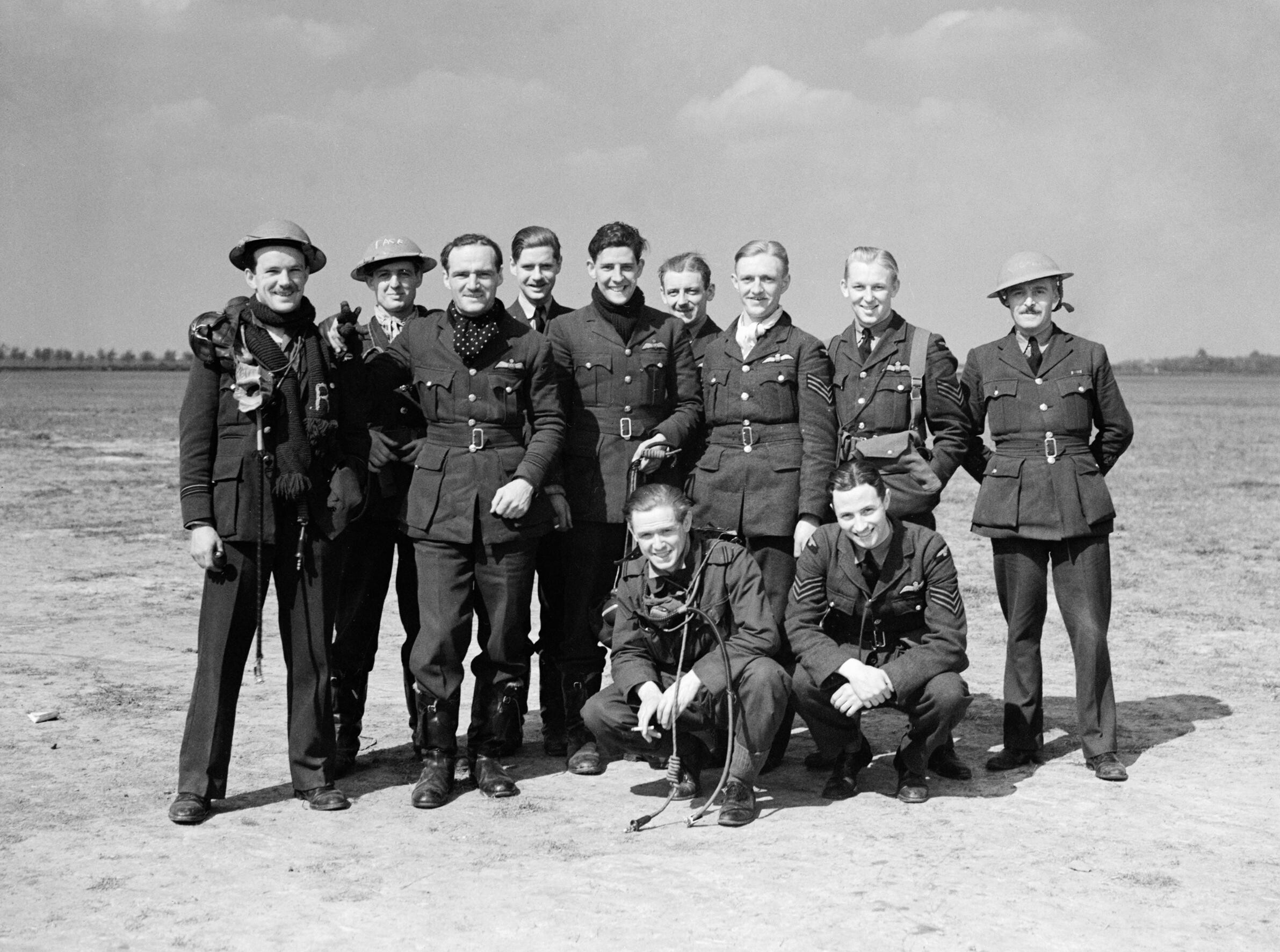
مجموعة من طيارين نورد للطيران ما بين عامي 1949 إلى 1950

نورد افياسيون (Nord Aviation) هي شركة فرنسية لصناعة الطائرات.
انشأت في 1 أكتوبر 1954 بعد استحواذ الشركة الوطنية للصناعات الجوفضائية بالشمال (SNCAN). على الشركة الفرنسية لدراسة وصناعة الأجهزة الجوفضائية الخاصة (SFECMAS) ركزت هذه الشركة نشاطها في وسط فرنسا في موقع مطار ديبورجي.
اندمجت مع سود افياسيون وشركة دراسة وإنتاج المحركات البالستيسة لتكوين ايروسباسيال في 1970.